# Cumacea
Ordre
Cumacea, les cumacés, est un ordre de crustacés appartenant au super-ordre des Péracarides et à la classe Malacostraca.

## Liste des familles
Selon World Register of Marine Species (7 mars 2017) :
- famille Bodotriidae T. Scott, 1901
- famille Ceratocumatidae Calman, 1905
- famille Diastylidae Bate, 1856
- famille Gynodiastylidae Stebbing, 1912
- famille Lampropidae Sars, 1878
- famille Leuconidae Sars, 1878
- famille Nannastacidae Bate, 1866
- famille Platyaspidae
- famille Pseudocumatidae Sars, 1878